# パーソルR&D
2023年1月、パーソルＲ＆Ｄ株式会社とパーソルテクノロジースタッフ株式会社、パーソルプロフェッショナルアウトソーシング株式会社が合併し、パーソルクロステクノロジー株式会社に社名変更。

## 沿革
- 1979年10月 - 「株式会社トモ・コミュニケーションズ」として設立。
- 1981年12月 - 「伸明設計株式会社」に商号を変更。
- 1989年4月 - 「沖縄伸明設計株式会社」設立。
- 1993年11月 - 「沖縄伸明設計株式会社」事実上倒産。
- 1994年5月 - 「株式会社日本テクシード」に商号を変更。
- 2001年9月 - 株式会社アークと業務・資本提携。
- 2004年7月 - 合弁会社NSテクシード（タイ）を設立。
- 2005年2月 - ジャスダックに株式を上場。
- 2006年8月 - プライバシーマークを取得。
- 2009年11月30日 - テンプホールディングス（現・パーソルホールディングス）が日本テクシード株式の51%取得を目指しTOBを実施し成立。同社の連結子会社となる[1]。同日、株式会社アークとの業務・資本提携を解消。
- 2010年1月 - 子会社の株式会社イージーネットがMBOにより日本テクシードグループを離脱。
- 2011年8月 - 株式会社テンプホールディングスの完全子会社となる。
- 2017年4月 - 株式会社DRDを吸収合併し、「パーソルR&D株式会社」に商号を変更[2][3]。
- 2023年1月 - パーソルＲ＆Ｄ株式会社とパーソルテクノロジースタッフ株式会社、パーソルプロフェッショナルアウトソーシング株式会社と合併し「パーソルクロステクノロジー株式会社」に社名変更。

## 事業所
- 本社（東京都新宿区）
- 仙台オフィス（宮城県仙台市青葉区）
- つくばオフィス（茨城県つくば市）
- 栃木さくら事業所（栃木県さくら市）
- 宇都宮オフィス / 宇都宮R&Dセンター（栃木県宇都宮市）
- 大宮オフィス（埼玉県さいたま市大宮区）
- 上尾オフィス / 上尾R&Dセンター（埼玉県上尾市）
- 日野オフィス（東京都日野市）
- 横浜オフィス / 横浜R&Dセンター（神奈川県横浜市神奈川区）
- 浜松オフィス（静岡県浜松市中区）
- 豊田オフィス（愛知県豊田市）
- 刈谷オフィス（愛知県刈谷市）
- 刈谷R&Dセンター（愛知県刈谷市）
- 刈谷テストセンター（愛知県刈谷市）
- 名古屋R&Dセンター（愛知県名古屋市東区）
- 名古屋オフィス（愛知県名古屋市中区）
- 栄オフィス（愛知県名古屋市中区）
- 京滋オフィス（滋賀県大津市）
- 大阪オフィス / 大阪R&Dセンター（大阪府大阪市北区）
- 神戸オフィス（兵庫県神戸市中央区）
- 福岡オフィス（福岡県福岡市）